# Västergötlands ånglokssällskap

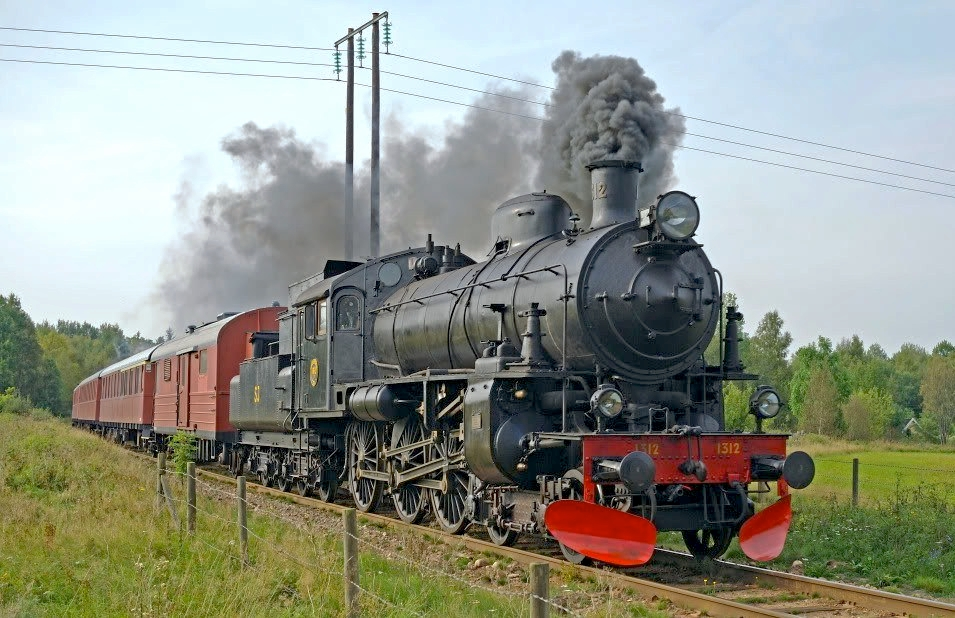
Föreningen äger ett ånglok av denna typ (litt B) – dock inte själva loket på bilden.

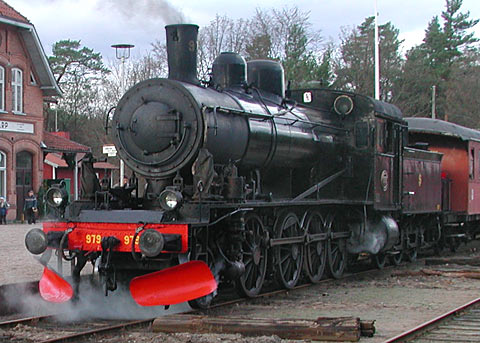
Föreningen äger ett ånglok av denna typ (litt E2) – dock inte själva loket på bilden.

Västergötlands ånglokssällskap (tidigare Järnvägsmusei Vänner) är en ideell förening med syftet att bevara ånglok med spårvidden 1435 mm och visa dessa i drift. Föreningen ligger, namnet till trots, i Hultsfred.

## Historik
Hösten 2005 gick ett antal ånglokskunniga personer sig samman för att starta en järnvägsmuseal verksamhet i lokstallet i Herrljunga. Dåvarande Banverket hade dittills använt lokstallet för uppställning av banarbetsmaskiner, men den verksamheten skulle upphöra och lokalerna stod lediga till uthyrning. Sällskapets första projekt blev att i samarbete med Sveriges Järnvägsmuseum iordningställa ångloket B 1038 inför firandet av de svenska järnvägarnas 150-årsjubileum. Arbetena med  att anpassa lokstallet för den nya verksamheten inleddes och från museet transporterades, förutom B 1038, också loket E 902 till Herrljunga. Man lyckades med det man föresatt sig och hösten 2006 bildades föreningen Järnvägsmusei vänner i Herrljunga. Man inriktade sig tidigt på att främst tillhandahålla behörig ånglokspersonal till andra museijärnvägsföreningar i Sverige och till evenemang där sådan kompetens behövdes. Till exempel hyrde Bergslagernas Järnvägssällskap och Nässjö Järnvägsmuseum in personal och fordon från föreningen. År 2007 körde man under fyra dagar ångloksdragna tåg på Kinnekullebanan (Herrljunga-Lidköping) med NJ:s lok A5 1545. 
Under 2008 och 2009 genomfördes flera ångloksdragna resor i Småland, Västergötland och Skåne. Ett viktigt uppdrag för föreningen var driftsättningen av det tidigare beredskapsloket E 902.
Till följd av att Banverket gick upp i Trafikverket år 2010 förändrades föreningens verksamhet eftersom Sveriges Järnvägsmuseum inte längre kunde stå kvar som huvudman. Istället blev det Nässjö Järnvägsmuseum som tog över hyreskontraktet för lokstallet i Herrljunga och verksamheten kunde därför fortsätta. Övertagandet skedde vid halvårsskiftet 2012 och föreningen tog nu hand om beredskapsloket E2 1092 och man köpte också en tredjeklass personvagn med littera Co 13.
I december 2012 beslutade sig Trafikverket för att sälja lokstallet i Herrljunga. Föreningen hade inte råd att köpa byggnaden och man hade förlorat ett viktigt uppdrag till en intressent som ville hyra föreningens fordon och personal. Under 2016 avvecklades därför verksamheten i Herrljunga gradvis. Lokstallets spåranslutningar revs och byggnaden blev istället garage.  Föreningen hade under en tid letat efter nya lokaler och i januari 2017 fick man hyra del av lokstallet i Hultsfred. I samband med att verksamheten i Herrljunga lades ned bytte föreningen namn till Västergötlands ånglokssällskap. Från 1 augusti 2017 bedrivs verksamheten i Hultsfred.